# Alister McRae
Alister McRae (Lanark, 20 december 1970) is een Brits rallyrijder afkomstig uit Schotland. Hij is de zoon van oud-rallyrijder Jimmy McRae en de jongere broer van de in 2007 overleden Colin McRae, die in 1995 wereldkampioen werd met Subaru. Alister is zelf ook enkele jaren actief geweest als fabrieksrijder in het wereldkampioenschap rally.

## Carrière

### Vroege resultaten
Alister McRae begon zijn carrière in de motorcross, maar maakte niet lang daarna de overstap naar de rallysport, waar hij in 1988 in debuteerde. Hij boekte enig succes in het Schots rallykampioenschap en wist zich met Groep N materiaal ook te profileren in het wereldkampioenschap rally. Zijn eerste grote succes kwam toen hij in 1995 met een Formule 2 Nissan Sunny GTI het Brits rallykampioenschap op zijn naam schreef, in hetzelfde jaar dat zijn oudere broer Colin McRae wereldkampioen werd met Subaru.

### Wereldkampioenschap rally

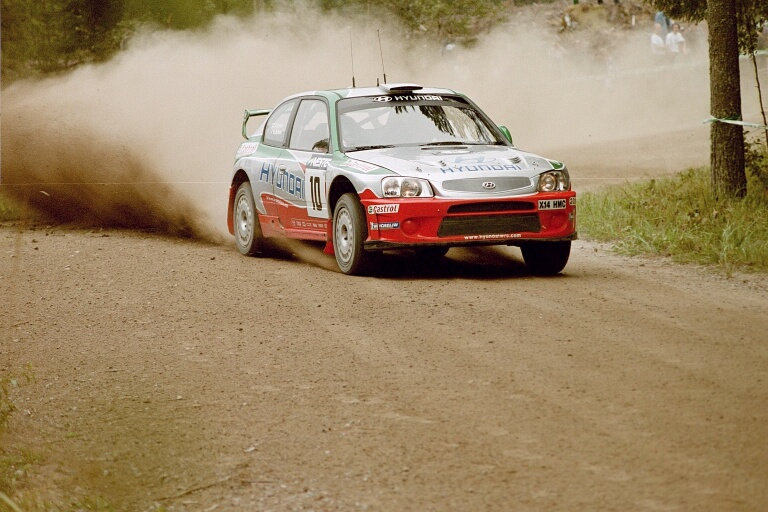
McRae actief voor Hyundai tijdens de Rally van Finland in 2001

Met soortgelijk materiaal wist hij ook goede resultaten te boeken in het WK, waardoor hij in het seizoen 1998 onderdeel werd van de fabrieksinschrijving van Hyundai, die met de Hyundai Coupé actief waren in het Formule 2 wereldkampioenschap voor constructeurs. In het seizoen 1999 loodste hij samen met teamgenoot Kenneth Eriksson Hyundai naar een tweede plaats in dit kampioenschap. In het daaropvolgende seizoen 2000 introduceerde Hyundai hun World Rally Car in het kampioenschap: De Hyundai Accent WRC. De auto was doorgaans niet competitief, maar in het seizoen 2001 ontstond er een stijgende lijn toen het merk een doorontwikkelde versie van de Accent WRC introduceerde, waarmee McRae in de auto zijn debuutrally in Portugal naar een zesde plaats toe reed en daarmee naar een kampioenschapspunt greep. Toch bleven grote resultaten uit in het restant van het seizoen, en ondanks het behalen van nog een vierde plaats voor thuispubliek in Groot-Brittannië datzelfde jaar, koos McRae om in het seizoen 2002 een overstap te maken naar het fabrieksteam van Mitsubishi. Zij werkten dat jaar voor het eerst een volledig seizoen af met de nieuwe Lancer WRC, die tegen het einde van 2001 een weinig indrukwekkend debuut meemaakte in het kampioenschap. Al snel bleek dat de auto ook in de handen van McRae niet tot de gehoopte resultaten kon reiken en alleen tijdens de WK-ronde in Zweden wist hij zich in een punten scorende positie te scharen. Het seizoen verliep zo desastreus, dat Mitsubishi na afloop van het seizoen besloot een stap terug te nemen, waardoor het in 2003 geen groot programma afwerkte in het WK. McRae bleef wel onderdeel van het team en maakte dat jaar zelfs nog een verdienstelijk optreden tijdens de Rally van Nieuw-Zeeland; zijn enige deelname dat jaar voor het team, waar hij uiteindelijk op een zesde plaats zou eindigen.

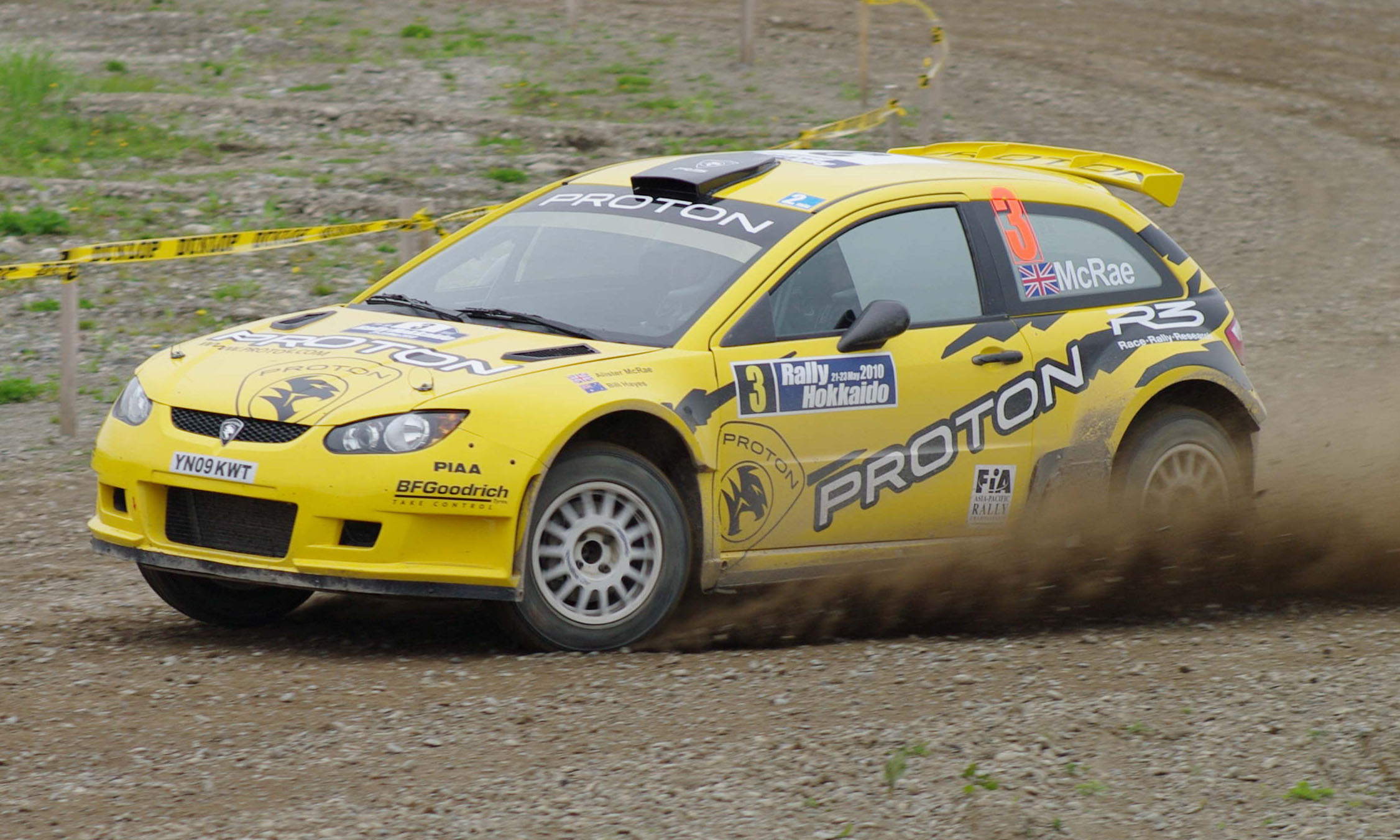
McRae met Proton actief in het Azië-Pacific rallykampioenschap in 2010

Mitsubishi keerde in het seizoen 2004 met een geheel nieuwe versie van de Lancer WRC terug in het WK, alleen McRae werd buiten het team gezet nadat Mitsubishi koos voor een compleet nieuwe selectie aan rijders. McRae besloot dat jaar deel te nemen aan de Production World Rally Championship in een Groep N Subaru Impreza WRX STi, waarmee hij de titel ternauwernood misliep, nadat hij gedwongen werd op te geven door een technisch probleem in de laatste ronde van het kampioenschap. Sindsdien maakte McRae nog sporadisch een optreden in het WK. In 2006 debuteerde hij in Groot-Brittannië nog de Toyota Corolla S2000 in het kampioenschap, waarmee hij tot laat uitvallen vier klassementsproeven won in zijn klasse.

### Latere activiteiten
In 2007 verving hij zijn broer Colin tijdens de Race of Champions, die eerder dat jaar om het leven kwam in een helikopterongeval. In 2009 nam McRae deel aan de Dakar-rally. Vanaf 2010 was McRae actief in het Azië-Pacific rallykampioenschap (APRC) en sporadisch in de Intercontinental Rally Challenge, beide voor het fabrieksteam van Proton, actief met de Proton Satria Neo S2000. Hij versloeg teamgenoot Chris Atkinson om de APRC-titel in 2011. Met Proton keerde McRae in 2012 voor het laatst terug in het WK rally, als deelnemer van een tweetal rondes in het Super 2000 World Rally Championship.

## Complete resultaten in het wereldkampioenschap rally
| Seizoen | Inschrijving                 | Auto                        | 1      | 2       | 3       | 4       | 5       | 6      | 7       | 8       | 9       | 10      | 11      | 12      | 13      | 14      | 15  | 16      | Pos. | Punten |
| ------- | ---------------------------- | --------------------------- | ------ | ------- | ------- | ------- | ------- | ------ | ------- | ------- | ------- | ------- | ------- | ------- | ------- | ------- | --- | ------- | ---- | ------ |
| 1991    | Alister McRae                | Subaru Legacy RS            | MON    | ZWE     | POR     | KEN     | FRA     | GRI    | NZL     | ARG     | FIN     | AUS     | ITA     | IVK     | SPA     | GBR DNF |     |         | –    | 0      |
| 1992    | Shell Scholarship            | Ford Sierra RS Cosworth 4x4 | MON    | ZWE     | POR     | KEN     | FRA     | GRI    | NZL     | ARG     | FIN     | AUS     | ITA     | SPA     | IVK     | GBR 14  |     |         | –    | 0      |
| 1993    | Alister McRae                | Ford Sierra RS Cosworth 4x4 | MON    | ZWE DNF | POR     | KEN     | FRA     | GRI    | ARG     | NZL     | FIN     | AUS     | ITA     | SPA     |         |         |     |         | 74   | 1      |
| 1993    | 555 Subaru World Rally Team  | Subaru Legacy RS            |        |         |         |         |         |        |         |         |         |         |         |         | GBR 10  |         |     |         | 74   | 1      |
| 1994    | Nissan F2                    | Nissan Sunny GTI            | MON    | ZWE     | POR     | KEN     | FRA     | GRI    | ARG     | NZL     | FIN 15  | AUS     | ITA 12  | SPA     | GBR DNF |         |     |         | –    | 0      |
| 1995    | Nissan F2                    | Nissan Sunny GTI            | MON    | ZWE     | POR     | KEN     | FRA     | GRI    | NZL     | ARG     | FIN 5   | AUS     | ITA     | SPA     |         |         |     |         | 10   | 10     |
| 1995    | Alister McRae                | Ford Escort RS Cosworth     |        |         |         |         |         |        |         |         |         |         |         |         | GBR 4   |         |     |         | 10   | 10     |
| 1996    | SanYang Mit Motorsport       | Honda Civic VTI             | MON    | ZWE     | POR     | KEN     | IND     | FRA    | GRI     | ARG     | NZL     | FIN     | AUS DNF | ITA     | SPA     |         |     |         | –    | 0      |
| 1996    | S.B.G. Sport                 | Volkswagen Golf GTI 16V     |        |         |         |         |         |        |         |         |         |         |         |         |         | GBR DNF |     |         | –    | 0      |
| 1997    | S.B.G. Sport                 | Volkswagen Golf GTI 16V     | MON    | ZWE 21  | KEN     | POR 9   | SPA     | FRA    | ARG     | GRI     | NZL     | FIN     | IDN     | ITA     | AUS DNF | GBR DSQ |     |         | –    | 0      |
| 1998    | S.B.G. Sport                 | Volkswagen Golf GTI 16V     | MON    | ZWE DNF | KEN     | POR     |         |        | ARG DNF | GRI     | NZL     | FIN 13  | ITA 22  | AUS 17  |         |         |     |         | –    | 0      |
| 1998    | Hyundai Motor Sport          | Hyundai Coupé               |        |         |         |         | SPA 19  | FRA 15 |         |         |         |         |         |         |         |         |     |         | –    | 0      |
| 1998    | 555 Subaru World Rally Team  | Subaru Impreza WRC98        |        |         |         |         |         |        |         |         |         |         |         |         | GBR DNF |         |     |         | –    | 0      |
| 1999    | Hyundai Motor Sport          | Hyundai Coupé Evo 2         | MON    | ZWE DNF | KEN     | POR 13  | SPA DNF | FRA    | ARG     | GRI DNF | NZL 20  | FIN 20  | CHN 19  | ITA DNF | AUS 14  | GBR DNF |     |         | –    | 0      |
| 2000    | Hyundia Castrol W.R.T.       | Hyundai Accent WRC          | MON    | ZWE 14  | KEN     | POR DNF | SPA DNF | ARG 7  | GRI DNF | NZL DNF | FIN 9   | CYP     | FRA 12  | ITA 16  | AUS DNF | GBR 11  |     |         | –    | 0      |
| 2001    | Hyundai Castrol W.R.T.       | Hyundai Accent WRC          | MON 7  | ZWE DNF |         |         |         |        |         |         |         |         |         |         |         |         |     |         | 17   | 4      |
| 2001    | Hyundai Castrol W.R.T.       | Hyundai Accent WRC2         |        |         | POR 6   | SPA 11  | ARG 9   | CYP 7  | GRI 15  | KEN     | FIN 13  | NZL 9   | ITA DNF | FRA 9   | AUS 10  | GBR 4   |     |         | 17   | 4      |
| 2002    | Marlboro Mitsubishi Ralliart | Mitsubishi Lancer WRC       | MON 14 | ZWE 5   | FRA 10  | SPA 13  | CYP DNF | ARG 8  | GRI DNF | KEN 9   |         |         |         |         |         |         |     |         | 14   | 2      |
| 2002    | Marlboro Mitsubishi Ralliart | Mitsubishi Lancer WRC2      |        |         |         |         |         |        |         |         | FIN DNF | DUI DNF | ITA DNF | NZL     | AUS     | GBR     |     |         | 14   | 2      |
| 2003    | Mitsubishi Ralliart Europe   | Mitsubishi Lancer WRC2      | MON    | ZWE     | TUR     | NZL 6   | ARG     | GRI    | CYP     | DUI     | FIN     | AUS     | ITA     | FRA     | SPA     | GBR     |     |         | 16   | 3      |
| 2004    | R.E.D. World Rally Team      | Subaru Impreza WRX STi      | MON    | ZWE 17  | MEX DNF | NZL 13  | CYP     | GRI    | TUR     | ARG     | FIN     | DUI 17  | JPN     | GBR 14  | ITA     | FRA 15  | SPA | AUS DNF | –    | 0      |
| 2006    | Alister McRae                | Toyota Corolla S2000        | MON    | ZWE     | MEX     | SPA     | FRA     | ARG    | ITA     | GRI     | DUI     | FIN     | JPN     | CYP     | TUR     | NZL     | AUS | GBR DNF | –    | 0      |
| 2007    | Taylor Motorsport            | Mitsubishi Lancer Evo IX    | MON    | ZWE     | NOO     | MEX     | POR     | ARG    | ITA     | GRI     | FIN     | DUI     | NZL 21  | SPA     | FRA     | JPN     | IER | GBR     | –    | 0      |
| 2012    | Proton Motorsport            | Proton Satria Neo S2000     | MON    | ZWE 37  | MEX     | POR     | ARG     | GRI    | NZL DNF | FIN     | DUI     | GBR     | FRA     | ITA     | SPA     |         |     |         | –    | 0      |